# Castello di Panocchia
Il castello di Panocchia è un maniero tardo-medievale che sorge in via Campana 8, accanto alla chiesa di San Donnino, a Panocchia, frazione di Parma.

## Storia
Il castello, la cui storia è pressoché ignota, secondo alcune ipotesi fu costruito dai conti Rossi, feudatari della zona fino alla seconda metà del XV secolo, e poi fu alienato alle famiglie Fascinati e Polli, ma l'assenza degli elementi tipici delle strutture difensive fa propendere per un'origine successiva, entro il XVII secolo, forse per volere dei conti Cantelli, feudatari di Panocchia e già proprietari di un edificio nel borgo almeno dal 1422.
In seguito alla scomparsa nel 1736 dell'ultimo conte Paolo Cantelli, l'edificio fu ereditato dal marchese Alfonso Bevilacqua, suo pronipote, che aggiunse al proprio il cognome del prozio.
La struttura, più volte modificata, divenne residenza estiva della famiglia, che vi ospitò vari personaggi illustri, tra i quali il poeta Carlo Innocenzo Frugoni, che ricordò il soggiorno in uno dei suoi componimenti.
Nel corso del XX secolo l'edificio fu destinato a sede di un'attività artigianale.
Nel 1974 fu comprato dai fratelli della famiglia piacentina Nicelli, che in seguito lo trasmisero ai loro discendenti.

## Descrizione

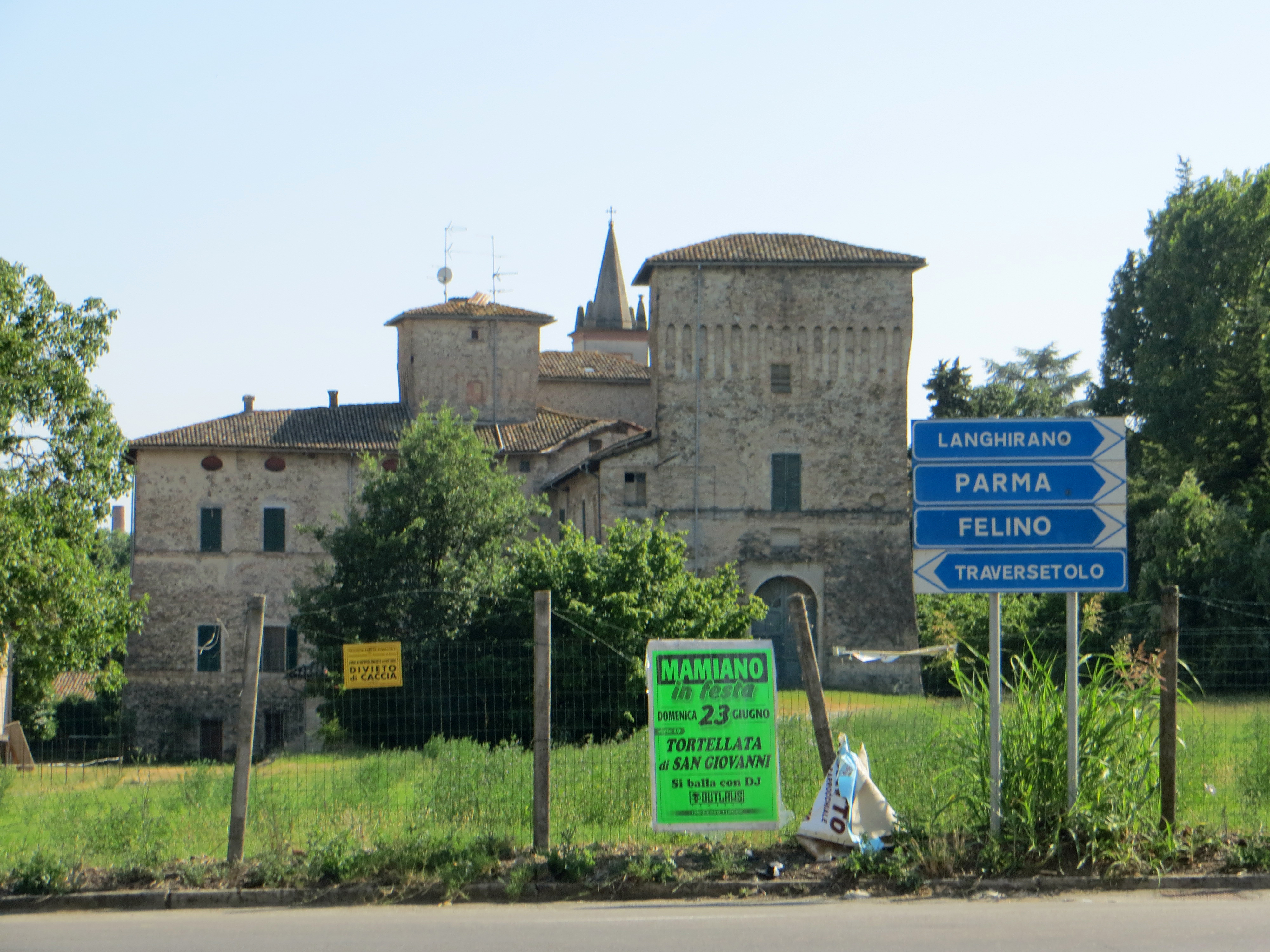
Lato nord

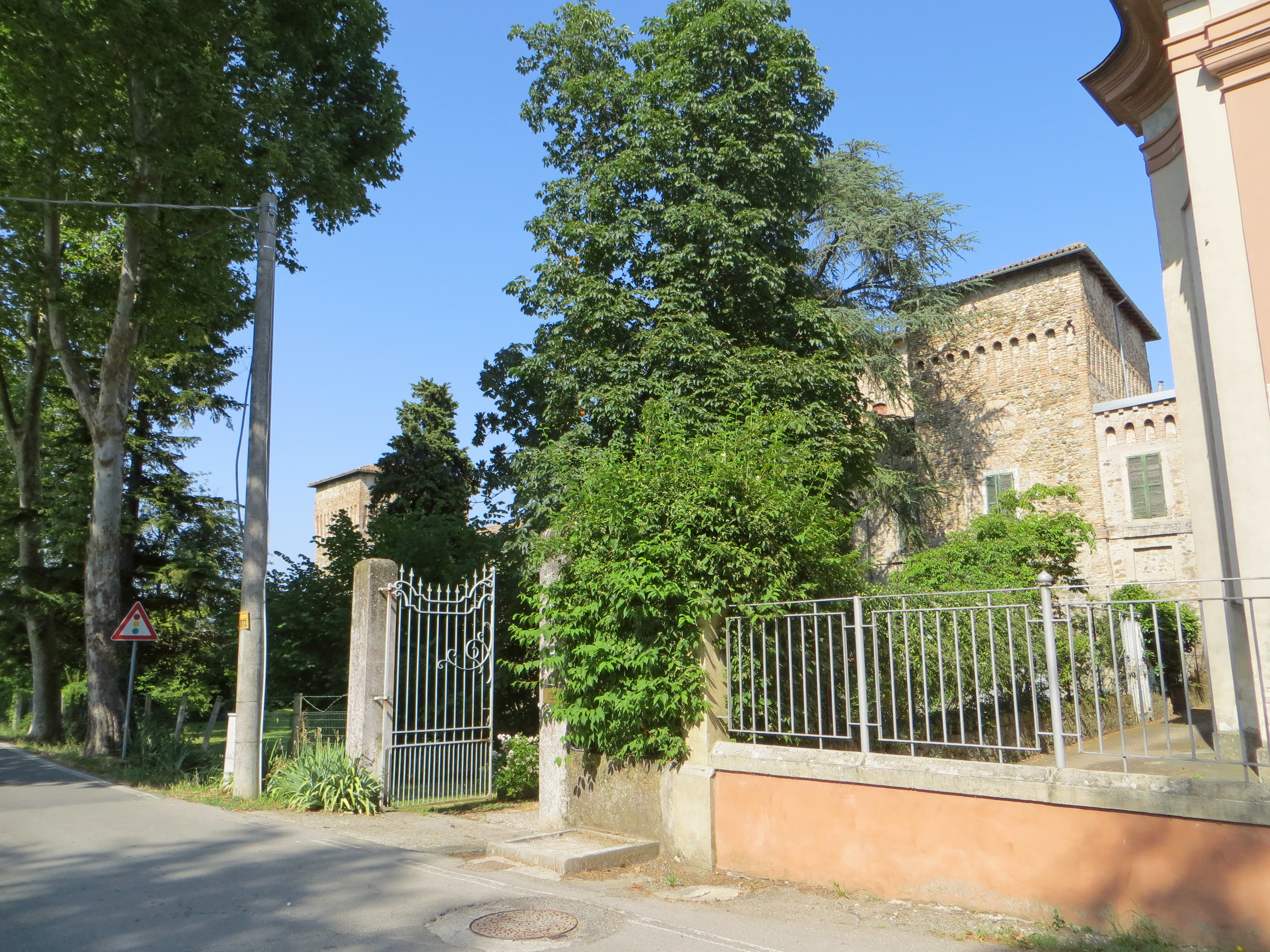
Torrione sud

L'edificio, frutto di modifiche nei secoli, si sviluppa su una pianta a L, con due torrioni dalle forme quattrocentesche a base rettangolare posti alle estremità del lato più lungo, parallelo alla strada, e una più alta ed esile torre, nello stesso stile, collocata al centro del corpo principale meridionale.
I prospetti, rivestiti in pietra e laterizio, sono caratterizzati dall'andamento a scarpa della muratura inferiore e dalla presenza di due cornici marcapiano in aggetto nei due primi livelli; alla base delle torri si aprono ampi portali d'ingresso ad arco a tutto sesto, mentre in sommità si sviluppano fasce di alti beccatelli, ripresi anche nella torretta meridionale. Il lato est sul retro presenta un loggiato ad arcate a tutto sesto, in alternanza chiuse da vetrate e murate.
All'estremità sud il massiccio corpo principale, probabilmente più antico, è caratterizzato dalla presenza di piccoli oculi ovali in corrispondenza del sottotetto.